# Aplikační software

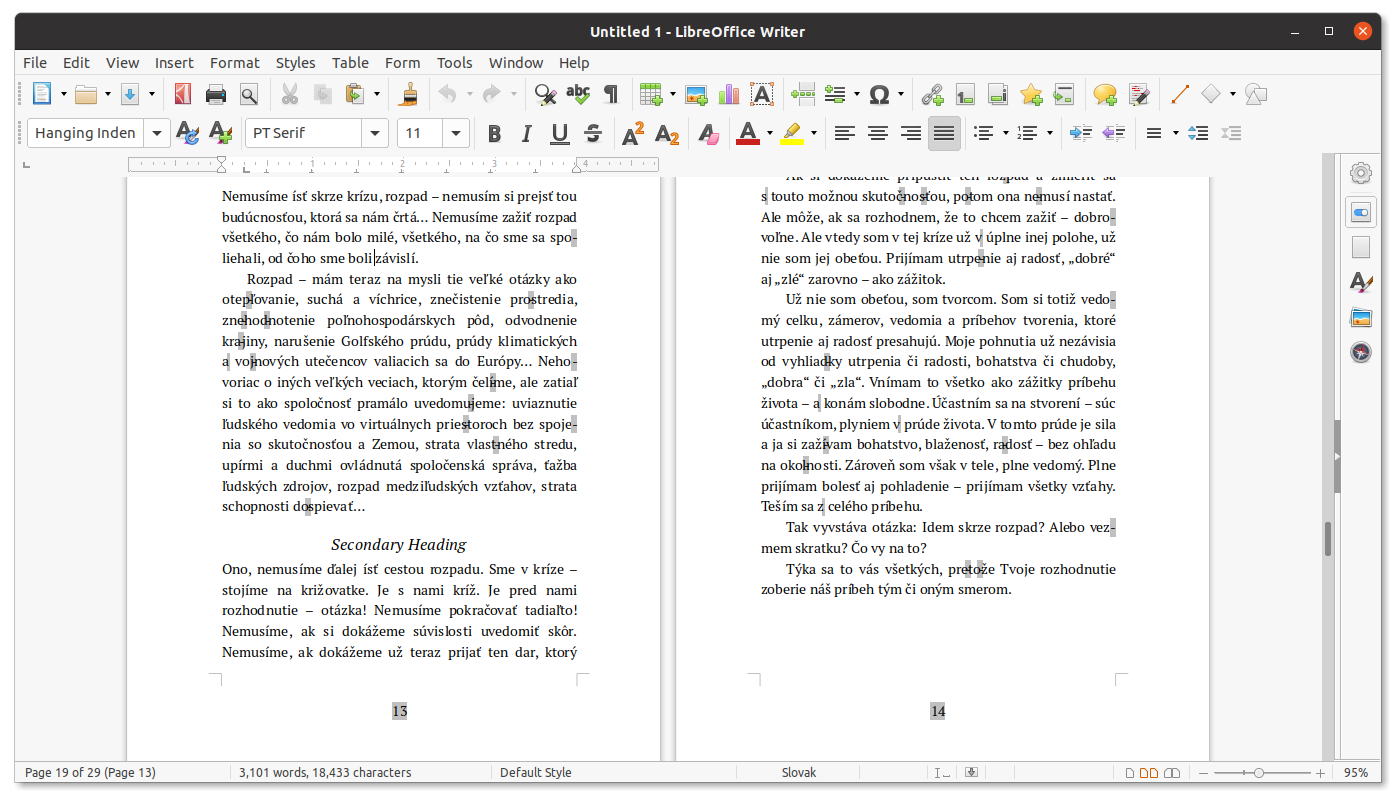
Textový editor Writer
z kancelářského balíku LibreOffice

Aplikační software (zkráceně aplikace, slangově apka nebo appka) je v informatice programové vybavení počítače (tj. software), které umožňuje provádět nějakou užitečnou činnost (řešení konkrétního problému, interaktivní tvorbu uživatele – např. textový procesor apod.). Aplikace využívají pro interakci s uživatelem grafické nebo textové rozhraní, případně příkazový řádek. Aplikace se může skládat z několika počítačových programů. Mezi aplikace neřadíme systémový software (tj. jádro a další součásti operačního systému, např. služba Windows, démon).

## Charakteristika
Aplikace se může skládat z několika programů, případně je několik aplikací spojeno do skupiny, kterou označujeme jako aplikační balíky (anglicky application suite), mezi které patří například kancelářské balíky LibreOffice a Microsoft Office.
Nebo naopak může být aplikace i jen jednoúčelovým programem.

## Rozdělení podle platformy
Podle počtu platforem, na kterých je lze používat, můžeme aplikace rozdělit na nativní a multiplatformní. 

### Nativní aplikace
Nativní aplikace jsou programy napsané pro určitý operační systém. Spouští se v daném zařízení: 
- po instalaci do OS (do jeho databáze, například pro registraci přípon souborů, které má aplikace obsluhovat)
- bez instalace (o jejich přítomnosti OS ani nemusí „vědět“, dokud nejsou spuštěny).

Podle typu zařízení je můžeme dělit na:
- Desktopové aplikace – určené pro osobní počítače (kromě stolních počítačů tedy třeba i pro notebooky), resp. desktopové OS jako jsou Windows, MacOS či Linux
- Mobilní aplikace – určené zejména pro mobilní telefony, resp. mobilní OS jako jsou např. Android, iOS, či HarmonyOS.
- ostatní nativní aplikace, např. pro chytré televizory, set-top boxy, herní konzole aj.

### Multiplatformní aplikace
Multiplatformní aplikace je možné používat na zařízeních s různými operačními systémy.
- Úlohy spuštěné na serveru:
  - běží jednorázově, s předanou dávkou dat ke zpracování;
  - běží neustále (třeba i naprázdno), sledují však své vstupy a případná data zpracovávají, jak přicházejí.
    - Sem spadají všechny webové aplikace: Generátory webovských stránek, obsluhující kliky na URL hyperlinků.
- Hybridní aplikace – kombinují výhody nativních aplikací (lepší přístup k hardwaru) a webových aplikací (multiplatformní, nižší náklady na vývoj)
- Progresivní webové aplikace (PWA) – webové aplikace, které vypadají a načítají se jako běžné webové stránky. Navíc ale nabízí funkce běžně dostupné pouze nativním aplikacím, např. práci offline, push notifikace nebo přístup k hardwaru zařízení. PWA tak kombinují flexibilitu webu s možnostmi aplikací.

## Rozdělení podle účelu
Aplikační software můžeme rozdělit do různých skupin. Některé aplikace mohou patřit i do více skupin a skupiny se mohou překrývat, protože rozdělení nemusí být jednoznačné (seřazeno podle abecedy):
- antivirové programy
- databázové systémy
- ekonomické a informační systémy
- grafické editory
  - bitmapové
  - vektorové
- hry
- webové prohlížeče (browsery)
- kancelářské balíky
- tabulkové kalkulátory
- textové editory a tiskařské DTP programy
- pomocné programy – utility
- poštovní programy
- prezentační programy
- správci souborů a archivační programy
- projektantské programy (CAD, CAM, CAE, …)
- výukové programy
- vývojové nástroje (IDE, nástroje pro tvorbu programů, kompilátor, debugger, …)
- atd.